# HD92379
HD92379 — хімічно пекулярна зоря спектрального класу B8, що має видиму зоряну величину в смузі V приблизно  7,9.
Вона  розташована на відстані близько 1320,5 світлових років від Сонця.

## Пекулярний хімічний склад
Зоряна атмосфера HD92379 має підвищений вміст 
Si
.